# Абделлауе, Мохаммед
Моха́ммед Абделла́уе (норв. Mohammed Abdellaoue; род. 23 октября 1985, Осло) — норвежский футболист, нападающий.

## Карьера

### Клубная
Мохаммед Абделлауе начинал карьеру в молодёжных академиях «Хасле-Лёрена» и «Шейда». В 2003 году Абделлауе присоединился к первой команде «Шейда». 9 июня 2003 года он дебютировал за клуб, выйдя на замену в матче против «Хёдда». В четырнадцатой игре сезона норвежец впервые сделал дубль, тем самым он помог обыграть «Рауфосс» со счётом 2:1. Абделлауе забил 40 голов за «Шейд» в пяти сезонах, став в 2004 и 2007 годах лучшим бомбардиром чемпионата.
15 ноября 2007 года Абделлауе подписал трёхлетний контракт с «Волеренгой». В течение первого сезона он стал главным бомбардиром клуба с 9 голами в 23 играх. Абделлауе также забил 6 голов в Кубке Норвегии 2007/08, включая 2 гола в финале, которые помогли «Волеренге» победить «Стабек» 4:1 и стать обладателем кубка.
17 августа 2010 года Мохаммед Абделлауе перешёл в немецкий «Ганновер 96», подписав контракт на 4 года.
21 августа 2010 года норвежец дебютировал в Бундеслиге в домашнем матче против франкфуртского «Айнтрахта», который закончился победой «Ганновера» со счётом 2:1. 28 августа 2010 года Абделлауе забил первый гол в Бундеслиге в гостевом матче против «Шальке 04», который закончился со счётом 2:1 в пользу гостей. В следующем матче чемпионата против леверкузенского «Байера» он забил свой первый гол за «Ганновер 96» дома. В следующих двух матчах Абделлауе забил по голу. Всего норвежский нападающий забил 10 голов в первом сезоне за «Ганновер 96». 2 октября 2011 года Абделлауе сделал хет-трик в ворота «Вердера», который помог обыграть бременцев со счётом 3:2.
11 июня 2013 года Абделлауе перешёл в «Штутгарт», подписав 4-летний контракт.

### В сборной
В 2003 и 2004 годах Мохаммед Абделлауе сыграл в 6 матчах юношеской сборной Норвегии до 18 лет, где забил 3 гола. Перед тем как норвежец начал играть в главной сборной он провёл по одному матчу за юношескую сборною Норвегии до 19 лет и молодёжную сборную Норвегии до 21 года.
Абделлауе дебютировал в сборной Норвегии 20 августа 2008 года в товарищеском матче против сборной Ирландии. Свой первый гол в сборной он забил в седьмом матче. Случилось это в матче отборочного турнира чемпионата Европы 2012 года против сборной Исландии.

## Статистика

### Матчи Абделлауе за сборную Норвегии
| Матчи Абделлауе за сборную Норвегии | Матчи Абделлауе за сборную Норвегии | Матчи Абделлауе за сборную Норвегии | Матчи Абделлауе за сборную Норвегии | Матчи Абделлауе за сборную Норвегии | Матчи Абделлауе за сборную Норвегии |
| ----------------------------------- | ----------------------------------- | ----------------------------------- | ----------------------------------- | ----------------------------------- | ----------------------------------- |
| №                                   | Дата                                | Соперник                            | Счёт                                | Голы Абделлауе                      | Соревнование                        |
| 1                                   | 20 августа 2008                     | Ирландия                            | 1:1                                 | —                                   | Товарищеский матч                   |
| 2                                   | 19 ноября 2008                      | Украина                             | 0:1                                 | —                                   | Товарищеский матч                   |
| 3                                   | 28 марта 2009                       | ЮАР                                 | 1:2                                 | —                                   | Товарищеский матч                   |
| 4                                   | 1 апреля 2009                       | Финляндия                           | 3:2                                 | —                                   | Товарищеский матч                   |
| 5                                   | 2 июня 2010                         | Украина                             | 0:1                                 | —                                   | Товарищеский матч                   |
| 6                                   | 11 августа 2010                     | Франция                             | 2:1                                 | —                                   | Товарищеский матч                   |
| 7                                   | 3 сентября 2010                     | Исландия                            | 2:1                                 | 1                                   | Чемпионат Европы 2012 (отбор)       |
| 8                                   | 7 сентября 2010                     | Португалия                          | 1:0                                 | —                                   | Чемпионат Европы 2012 (отбор)       |
| 9                                   | 8 октября 2010                      | Кипр                                | 2:1                                 | —                                   | Чемпионат Европы 2012 (отбор)       |
| 10                                  | 12 октября 2010                     | Хорватия                            | 1:2                                 | 1                                   | Товарищеский матч                   |
| 11                                  | 9 февраля 2011                      | Польша                              | 0:1                                 | —                                   | Товарищеский матч                   |
| 12                                  | 26 марта 2011                       | Дания                               | 1:1                                 | —                                   | Чемпионат Европы 2012 (отбор)       |
| 13                                  | 4 июня 2011                         | Португалия                          | 0:1                                 | —                                   | Чемпионат Европы 2012 (отбор)       |
| 14                                  | 7 июня 2011                         | Литва                               | 1:0                                 | —                                   | Товарищеский матч                   |
| 15                                  | 10 августа 2011                     | Чехия                               | 3:0                                 | 2                                   | Товарищеский матч                   |
| 16                                  | 2 сентября 2011                     | Исландия                            | 1:0                                 | 1                                   | Чемпионат Европы 2012 (отбор)       |
| 17                                  | 6 сентября 2011                     | Дания                               | 0:2                                 | —                                   | Чемпионат Европы 2012 (отбор)       |
| 18                                  | 12 ноября 2011                      | Уэльс                               | 1:4                                 | —                                   | Товарищеский матч                   |
| 19                                  | 29 февраля 2012                     | Северная Ирландия                   | 3:0                                 | —                                   | Товарищеский матч                   |
| 20                                  | 26 мая 2012                         | Англия                              | 0:1                                 | —                                   | Товарищеский матч                   |
| 21                                  | 15 августа 2012                     | Греция                              | 2:3                                 | —                                   | Товарищеский матч                   |
| 22                                  | 7 сентября 2012                     | Исландия                            | 0:2                                 | —                                   | Чемпионат мира 2014 (отбор)         |
| 23                                  | 11 сентября 2012                    | Словения                            | 2:1                                 | —                                   | Чемпионат мира 2014 (отбор)         |
| 24                                  | 14 ноября 2012                      | Венгрия                             | 2:0                                 | 1                                   | Товарищеский матч                   |
| 25                                  | 22 марта 2013                       | Албания                             | 0:1                                 | —                                   | Чемпионат мира 2014 (отбор)         |
| 26                                  | 14 августа 2013                     | Швеция                              | 2:4                                 | 1                                   | Товарищеский матч                   |
| 27                                  | 6 сентября 2013                     | Кипр                                | 2:0                                 | —                                   | Чемпионат мира 2014 (отбор)         |
| 28                                  | 11 октября 2013                     | Словения                            | 0:3                                 | —                                   | Чемпионат мира 2014 (отбор)         |
| 29                                  | 15 октября 2013                     | Исландия                            | 1:1                                 | —                                   | Чемпионат мира 2014 (отбор)         |
| 30                                  | 15 ноября 2013                      | Дания                               | 1:2                                 | —                                   | Товарищеский матч                   |
| 31                                  | 19 ноября 2013                      | Шотландия                           | 0:1                                 | —                                   | Товарищеский матч                   |
| 32                                  | 5 марта 2014                        | Чехия                               | 2:2                                 | —                                   | Товарищеский матч                   |
| 33                                  | 28 марта 2015                       | Хорватия                            | 1:5                                 | —                                   | Чемпионат Европы 2016 (отбор)       |

Итого: 33 матча / 7 голов; 12 побед, 4 ничьи, 17 поражений.

## Личная жизнь
Старший брат бывшего игрока сборной Норвегии Мустафы Абделлауе (род. 1988), двоюродный брат игрока сборной Норвегии Омара Элабделлауи (род. 1991) и игрока юношеских сборных Норвегии и Марокко Йонеса Эль-Абделлауи (род. 2006).